# Балтушис-Жемайтис, Феликс Рафаилович
Феликс Рафаилович Балтушис-Жемайтис (лит. Feliksas Baltušis-Žemaitis; 30 ноября 1897, деревня Апидимы Тельшяйского района Ковенской губернии — 1 июня 1957, Москва) — советский военачальник, генерал-майор, бригадный генерал Литовской народной армии, преподаватель Военной академии им. Фрунзе и Академии Генштаба, кандидат военных наук, доцент, в 1945—47 гг. руководитель курсов усовершенствования высшего командного состава Советской Армии. Принадлежит к той плеяде офицеров литовского происхождения (Уборевич И. П., Путна В. К.), которые начали службу в царской армии и затем, приняв октябрьскую революцию, служили Советскому Союзу.
Командовал Литовской народной армией в 1940 году и 16-й Литовской стрелковой дивизией в 1942—43 гг.

## Биография

Могила Жемайтиса на Новодевичьем кладбище Москвы.

Феликс Рафаилович Балтушис-Жемайтис родился 30 ноября 1897 года в Литве,  деревне под г. Тельшяй, в крестьянской многодетной семье.
После нескольких лет обучения в сельской школе поступил в коммерческое училище города Ковно (Каунаса), закончить которое ему помешала война в 1914 году. Не имея ещё призывного возраста и желая продолжить учёбу и получить образование, он отправляется в Москву, работает на фабрике аптекарских товаров подмастерьем, сдаёт экстерном экзамены за 6 классов при 2-й московской гимназии. Что позволяет ему уже со средним образованием отправиться на фронт вольноопределяющимся, получив при Керенском первый офицерский чин прапорщика, затем подпоручика.
С 1915 по 1918 годы он на фронте, служит в 304-м Новгород-Северском полку 76 пехотной дивизии. В январе 1918 он побывал в плену у немцев после отступления полка под Двинском. При конвоировании, воспользовавшись замешательством в колонне военнопленных, бежал.
В феврале 1918 года он снова оказывается в Москве, как явствует из его автобиографии, «после развала царской армии», и по распоряжению Командующего войсками Украины М. А. Муравьёва 17 февраля того же года его назначают сначала на должность инструктора, а вскоре командиром летучего партизанского отряда войск Донецко-Криворожской Республики.
Со своим отрядом участвует в боях с немцами и белогвардейцами и, в частности, при оставлении Красной Армией Харькова весной 1918-го. В мае того же года с остатками своего отряда поступает в распоряжение Командующего войсками Усть-Медведицкого округа Донской области Ф. К. Миронова, по приказу которого в станице Кумылженской формирует 3-й Казачий революционный полк, становится членом РКП(б), и во главе полка принимает участие в боях против войск Краснова.
В мае 1918 с полком перешёл в подчинение Киквидзе, участвовал в боях под Еланью, в октябре командирован на 1-е Тверские советские кавалерийские командные курсы РККА, которые через 1 месяц заканчивает с присвоением звания красного командира.
В ноябре 1918 отправлен в распоряжение организатора Литовской Красной Армии Расикаса в Литву, оккупированную немцами, для поднятия восстания в Шавельском районе с целью установления Советской власти в этом городе и его окрестностях. Там же в ходе советско-литовского вооружённого конфликта формирует отряд для сражений за РККА. Совместно с другими коммунистами тайно подготовил восстание и 9 января 1919 года отряд под его командованием захватил власть в городе. После разоружения немецкого гарнизона организовал и возглавил Жмудский Красный полк. Немцы в течение января и февраля несколько раз пытались выбить восставших из Шавли. Первые попытки наступления были произведены со стороны г. Кельмы, но полком эти попытки были отбиты. Жемайтис, руководя полком в этих боях, был ранен в голову.
Вторая серьёзная попытка немцев была произведена со стороны г. Ковно. Из Ковно для занятия Шавли был выслан карательный отряд с бронепоездом. Под ст. Радвилишки карательный отряд немцев был разбит и отошёл обратно, бронепоезд был взят в плен. В этих боях Жмудский полк, руководимый Жемайтисом, взял в плен несколько десятков немцев, сотни винтовок и 10 пулемётов. В апреле 1919 Жемайтис руководил наступлением Жмудского полка, переименованного в 8 Литовский полк, на г. Тельшяй, участвовал в бою под Луоке, в котором превосходящими силами немцев Жмудский полк был разбит. С остатками полка был откомандирован в 1-й Литовский полк. Участвовал в боях под Вилькомиром, под Поневежем и под Ново-Александровском в должности пом. командира полка и командира полка.
В августе 1919 командирован и поступил в Военную академию.
Весной 1920, по личной просьбе, командирован на Западный фронт. Назначен наштабригом дивизий и пом. наштадива. Участвовал в боях под Брест-Литовском и Кобриным. В декабре 1920 откомандирован обратно в академию. В мае 1921 г. командирован в распоряжение Комвойск Тамбовской губернии. В должности наштадива 15 Сибирской кавдивизии участвовал в подавлении Антоновского мятежа на Тамбовщине. За активное участие в боях был награждён серебряным портсигаром.
В сентябре 1922 г. окончил Военную академию им. Фрунзе.
Предположительно (о чём свидетельствуют ряд документов), вместе с несколькими сотнями военспецев во главе с М. Тухачевским, принимал участие в Гамбургском восстании 23—25 октября 1923 года в Германии под руководством коммунистов во главе с Тельманом. После поражения восстания вернулся в Советскую Россию.
Позже служил на различных должностях: начальника штаба дивизии, возглавляет оперативный отдел штаба 1-й конной армии Будённого, «для поручений Инспектора кавалерии Красной Армии» в Москве, в должности помощника Инспектора кавалерии.
В 1935 года ?, имея звание комбрига ?, (Звание комбриг присвоено  приказом  НКО №257/п  от  05.02.1939) становится преподавателем Академии им. Фрунзе.
В 1940 году защищает диссертацию.
В то же время он находится под следствием по делу «ПОВ» («Польской организации войсковой»), чекисты приписывают ему руководство этой «контрреволюционной организацией в академии». От ареста и расстрела его спасло присоединение Прибалтики к Советскому Союзу в 1940 г., когда внезапно понадобились национальные кадры для работы в этих республиках.
Летом 1940 года становится Командующим Литовской народной армией с присвоением звания бригадного генерала.
В ноябре 1940 Жемайтиса возвращают в Москву, но уже с назначением на новую должность — старшего преподавателя академии Генштаба.
18 декабря 1941 года на территории Горьковской области началось формирование 16-й Литовской стрелковой дивизии. Командиром формируемой дивизии был назначен комбриг Жемайтис, которому в мае 1942 года было присвоено звание генерал-майора.
Дивизия после изнурительного 400-километрового перехода из Горьковской области в условиях сильного мороза, бездорожья из-за глубокого снега, нехватки продовольствия, горючего и фуража, с отставшими тылами и артиллерией, прибыла на Брянский фронт в распоряжение Командующего 48-й армии генерал-лейтенанта Романенко. Сразу же, несмотря на возражения Жемайтиса, была брошена в бой на прорыв хорошо укреплённых позиций немцев в 40 км от Орла, в районе ж/д станции «Змиёвка».
В течение месяца, в феврале-марте 1943 года, дивизия вела кровопролитные бои. Её при полном господстве люфтваффе в воздухе бросали на вражеские позиции, как поленья в костёр по мере подхода с марша подразделений и тылов. Потеряв 50 % личного состава убитыми, ранеными, обмороженными и больными, не выполнив ни одной из поставленных командованием армии и фронта задач, она, полностью разгромленной, была отведена во второй эшелон армии. Вскоре после этого неудачного боя Брянский фронт был переименован в Центральный фронт и командующим фронтом был назначен генерал-лейтенант Рокоссовский, которому удалось переубедить Сталина и в марте 1943 года войска этого фронта перешли к долгожданной обороне.
Жемайтиса отстранили от должности командира дивизии и направили в распоряжение Главного управления кадров Наркомата обороны. Маршал Б. Шапошников, возглавлявший в то время Академию Генштаба, принял его в штат преподавателей и вскоре назначил на должность начальника курсов по усовершенствованию высшего командного состава армии, на которой Жемайтис прослужил два года.
После курсов занимается научной работой, пишет статьи, выпускает брошюры, читает лекции слушателям академии.
Похоронен на Новодевичьем кладбище Москвы.
Сын — Ольгерд Феликсович Жемайтис (журналист, подполковник в отставке).

## Награды
- 2 ордена Ленина
- 2 ордена Красного Знамени
- медали

## Память
В 1975 году на центральной площади г. Шяуляй открыт памятник. Средняя общеобразовательная школа в Шяуляй была названа его именем, а также улица в Вильнюсе.
После восстановления независимости Литвы они были переименованы, памятник перенесён в парк советских скульптур «Парк Грутас» (Литва).